# Cristian Vântu
Cristian Vântu (n. 5 octombrie 1973) este un medic și politician român, ales în 2024 senator din partea partidului Alianța pentru Unirea Românilor (AUR).

## Carieră profesională
Vântu a urmat cursurile Liceului Național „Unirea”, după care a absolvit Facultatea de Medicină Generală din cadrul Universitatea de Medicină, Farmacie, Științe și Tehnologie „George Emil Palade” din Târgu Mureș. A profesat timp de 12 ani în Marea Britanie, atât în sistemul public de sănătate, cât și în unități medicale private aparținând grupurilor BMI și Ramsay.
Revenit în România în anul 2021, Vântu activează ca medic de familie și administrator al companiei Capio Healthcare SRL.

## Carieră politică (2024–prezent)
Pe 31 martie 2024, Vântu a fost anunțat drept propunerea partidului AUR pentru Primăria municipiului Târgu Mureș la alegerile locale din 9 iunie acelui an, iar Răzvan Biro ca propunere pentru Consiliul Județean Mureș. La conferința de presă cu George Simion, Vântu s-a descris ca „50 la sută român, 50 la sută maghiar și 100 la sută din Târgu Mureș de cinci generații”.

### Senator (2024–prezent)

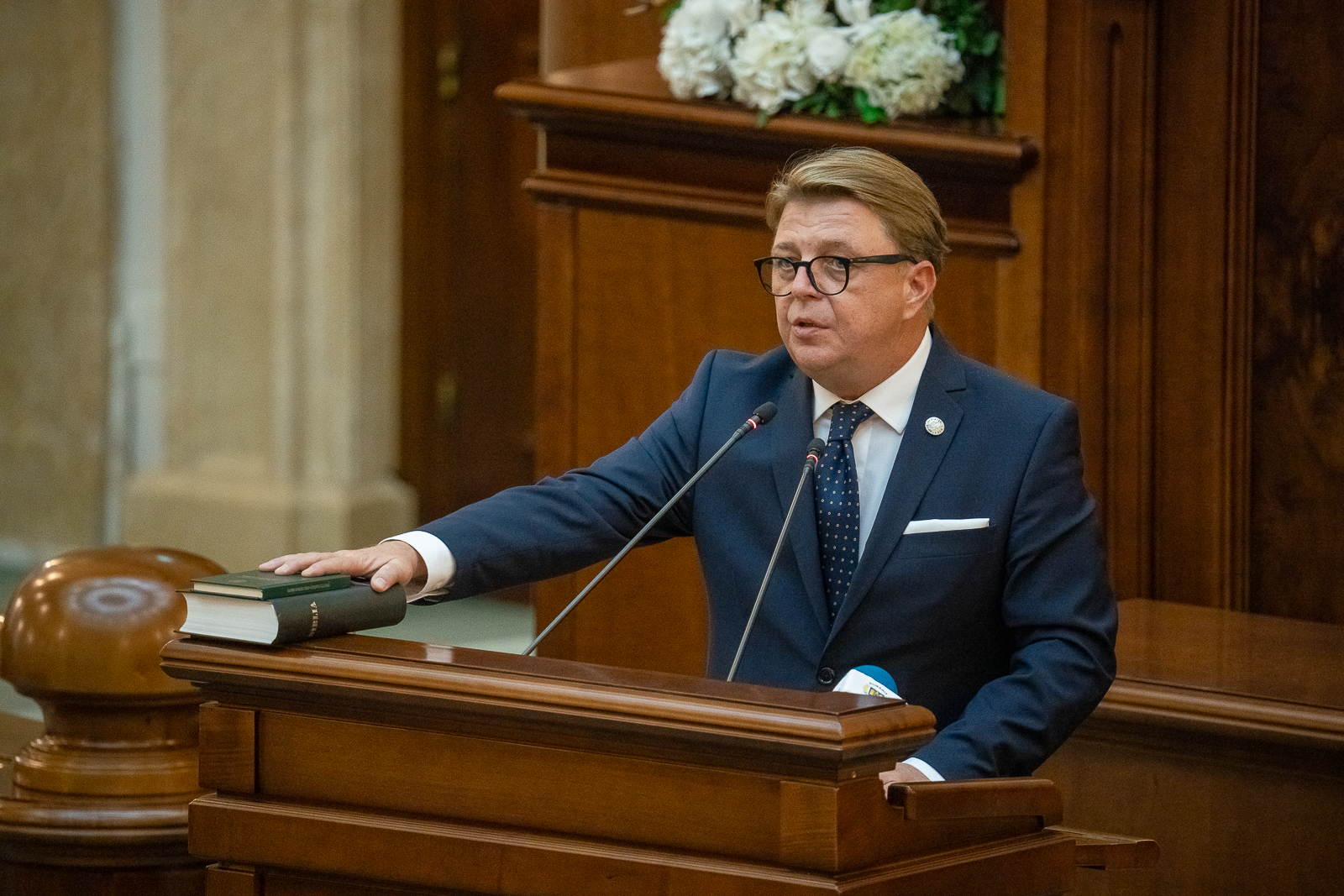
Vântu depunând jurământul, 21 decembrie 2024

În urma alegerilor parlamentare din 2024 pe 1 decembrie, Vântu a fost ales membru al Senatului României, în circumscripția nr. 28 Mureș, preluând mandatul pe 21 decembrie. Ca senator este vicepreședinte al Comisiei pentru sănătate, precum și membru al Comisiei pentru afaceri europene. În plus, din 25 martie 2025, Vântu este membru al grupurilor parlamentare de prietenie pentru Chile, Indonezia și Regatul Unit.

## Viața personală
Vântu este căsătorit, are doi copii și se identifică ca creștin. De asemenea, este crescător de Azawakh și arbitru internațional pentru toate rasele, acreditat de Federația Chinologică Internațională (FCI). În timpul pandemiei de COVID-19 din România, Vântu a criticat multe dintre măsurile autorităților. Pe lângă română și maghiară, Vântu vorbește atât engleză, cât și germană, potrivit Asociației Chinologică Română.